# Alexandros Papagos
Alexandros Papagos (griechisch Ἀλέξανδρος Παπάγος; * 9. Dezember 1883 in Athen; † 4. Oktober 1955 ebenda) war ein griechischer Feldmarschall und Politiker.

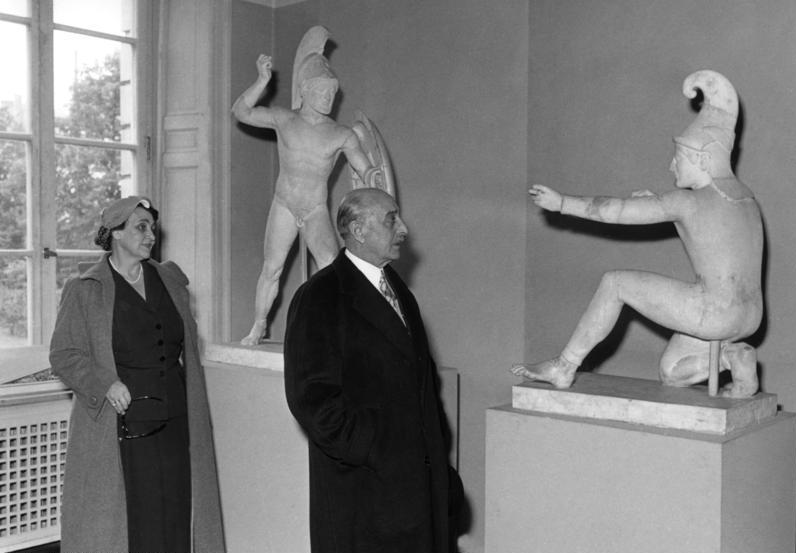
Alexandros Papagos im Haus der Kunst, Museum München, 1954

## Leben
Papagos erhielt eine Ausbildung an der Militärakademie von Brüssel und an der Kavallerieschule von Ypern. Er diente während der Balkankriege und des Ersten Weltkrieges in der griechischen Armee, wurde aber wegen seiner Unterstützung für König Konstantin I. 1917 aus der Armee entlassen. Mit der Rückkehr Konstantins 1920 wieder einberufen, wurde er von der Republik 1923 wieder entlassen. Es folgte die erneute Einberufung als Generalmajor und Korpskommandeur 1927. Als Generalstabschef der Armee spielte er eine wesentliche Rolle beim Sturz der Zweiten Griechischen Republik im Oktober 1935, der Rückkehr von König Georg II. und der Errichtung der Metaxas-Diktatur, in der er Kriegsminister wurde. Bereits ab 1934 war er Verhandlungsführer bei der Ausarbeitung mehrerer Verträge zwischen Griechenland und anderen europäischen Nationen.

## Zweiter Weltkrieg
Im Zweiten Weltkrieg gelang es Papagos, am 28. Oktober 1940 zum Oberbefehlshaber der griechischen Streitkräfte ernannt, den am gleichen Tag von Albanien aus gestarteten italienischen Großangriff mit Hilfe des Einsatzes von flexiblen Bergtruppen und geringer britischer Luftunterstützung abzuwehren und eine erfolgreiche Gegenoffensive zu starten, die sich auf fast ein Drittel Albaniens ausdehnte. Als Griechenland im März 1941 erstmals auch gegen deutsche Truppen kämpfte, unterstützte Papagos diese strategische Entscheidung, obwohl er zugleich die militärischen Chancen gegen Deutschland äußerst gering einschätzte.
Als die Deutschen griechisches Territorium erreichten, die Metaxas-Linie einnahmen und Thessaloniki eroberten, gestattete Papagos am 10. April 1941 die Kapitulation der abgeschnittenen Festungstruppen, wollte aber den Kampf mit den verbliebenen Einheiten fortsetzen. Deren Kommandeure schlossen aber eigenständig einen Waffenstillstand mit den Achsenmächten. Papagos akzeptierte darauf die neuen Gegebenheiten und bemühte sich um einen sicheren Rückzug der verbliebenen britischen Truppen. Er selbst lehnte das britische Angebot ab, mit diesen nach Kreta zu gehen.

## Gefangenschaft
Im Juli 1943 wurde der ehemalige Armeechef festgenommen und ins Konzentrationslager Dachau deportiert. Im April 1945 wurde er gemeinsam mit anderen prominenten Insassen des KZ Dachau nach Niederdorf (Südtirol) transportiert, wo die Gefangenen von Soldaten der Wehrmacht befreit wurden, nachdem die SS-Wachsoldaten aufgegeben hatten (siehe Befreiung der SS-Geiseln in Südtirol).
Nach seiner Befreiung bekämpfte er abermals als Oberbefehlshaber im Griechischen Bürgerkrieg mit erheblicher amerikanischer Unterstützung die kommunistischen Partisanen. Der Krieg endete 1949 mit der endgültigen Niederlage der Kommunisten, wofür Papagos zum ersten Feldmarschall Griechenlands ernannt wurde.
1951 quittierte er nach Auseinandersetzungen mit dem König den Dienst, um eine neue konservative Partei, die „Griechische Sammlung“ (Ελληνικός Συναγερμός) zu gründen, mit der er die Wahlen von 1952 mit großer Mehrheit gewann. Er war vom 19. November 1952 bis zu seinem Tod am 4. Oktober 1955 Premierminister von Griechenland. In seine Regierungszeit fielen ein umfassendes Wiederaufbauprogramm sowie 1953 eine Währungsreform. Außenpolitisch war seine Regierungszeit trotz eines 1954 geschlossenen Dreierbündnisses mit Jugoslawien und der Türkei vom Zypernkonflikt und damit sich verschlechternden Beziehungen zur Türkei bestimmt.